# I'm Lovin It (canción)
«I'm Lovin It» es una canción grabada por el cantante-compositor estadounidense Justin Timberlake. La canción, originalmente estaba escrita como jingle para la cadena alimenticia de comida rápida estadounidense McDonald's, y fue producida por el dúo The Neptunes y escrita por Pharrell Williams, Tom Batoy, Andreas Forberger, y Franco Tortora. Esta canción fue liberada como sencillo y fue un hit en las listas de música de unos cuantos países europeos, logrando el top 20 en Grecia, Irlanda, y Holanda. 

## Historia
La canción estaba escrita como jingle para los comerciales de McDonalds. Los anuncios se basaron en una campaña alemana preexistente originalmente llamada "Ich Liebe Es". Timberlake recibió $6 millones para cantar el jingle. Luego, The Neptunes produjeron una canción basada en el jingle y la lanzaron (junto con una versión instrumental) como parte de un EP de tres canciones en noviembre del 2003. Una descarga digital EP con el mismo nombre fue también liberado a través de la Tienda de iTunes el 16 de diciembre del 2003. La duración extendida incluyó esta canción y un remix de todos los sencillos del primer álbum de Justin Timberlake, Justified. La canción fue también incluida en el CD de audio del primer DVD de Timberlake en vivo, Justin Timberlake: Live From London.
El rapero Pusha T reveló su participación en la canción en junio del 2016 y reclamó que el también creó el jingle "I'm Lovin' It". Aun así, los coescritores de la canción, Batoy y Tortora, así como muchos otros implicados con la creación del jingle, discutieron su reclamación.

## Vídeo musical
Un vídeo musical fue lanzado en el último trimestre de 2003 para promover el sencillo y estuvo dirigido por Paul Hunter. En el vídeo, Timberlake es visto persiguiendo una chica alrededor de la Ciudad de Nueva York.

## Listado
- Maxi single

1. "I'm Lovin' It" – 3:42
2. "I'm Lovin' It" (Instrumental) @– 3:42
3. "Last Night" – 4:47

- Descarga digital EP[3]

1. "I'm Lovin' It" – 3:48
2. "Rock Your Body" (Sander Kleinenberg Just in The Club Mix) – 9:42
3. "Cry Me a River" (Dirty Vegas Vocal Mix) – 8:21
4. "Like I Love You" (Basement Jaxx Vocal Mix) – 6:12
5. "Señorita" (Num Club Mix) – 7:53

## Posicionamientos
| Listas (2003–2004)                          | Posición máxima |
| ------------------------------------------- | --------------- |
| Austria (Ö3 Austria Top 40)                 | 55              |
| Bélgica (Flandes) (Ultratop 50)             | 25              |
| Bélgica (Valonia) (Ultratip Bubbling Under) | 1               |
| CEI (Tophit)                                | 64              |
| Grecia (IFPI)                               | 17              |
| Irlanda (IRMA)                              | 15              |
| Países Bajos (Dutch Top 40)                 | 13              |
| Países Bajos (Mega Single Top 100)          | 27              |
| Reino Unido (UK Singles Chart)              | 79              |
| Rumania (Parte superior de rumano 100)      | 90              |
| Suecia (Sverigetopplistan)                  | 43              |
| Suiza (Schweizer Hitparade)                 | 47              |

## Fechas de lanzamiento
| País           | Fecha                   | Formato          | Etiqueta                 |
| -------------- | ----------------------- | ---------------- | ------------------------ |
| España         | 20 de noviembre de 2003 | Descarga digital | Sony Music Entertainment |
| Singapur       | 20 de noviembre de 2003 | Descarga digital | Sony Music Entertainment |
| Alemania       | 1 de diciembre de 2003  | Descarga digital | Sony Music Entertainment |
| Alemania       | 1 de diciembre de 2003  | Maxi Solo        | Sony Music Entertainment |
| Luxemburgo     | 1 de diciembre de 2003  | Descarga digital | Sony Music Entertainment |
| Francia        | 9 de diciembre de 2003  | Descarga digital | Sony Music Entertainment |
| Estados Unidos | 16 de diciembre de 2003 | Descarga digital | Sony Music Entertainment |